# Miami Five
Miami Five (auch: Cuban Five – Die kubanischen Fünf) bezeichnet eine Gruppe von Kubanern, die als Teil eines Spionagenetzwerks in Miami (USA) 1998 verhaftet und 2001 zu hohen Strafen verurteilt wurden.
Die Miami Five gehörten zu einem von Gerardo Hernández angeführten und über mehrere Jahre in Südflorida aktiven Agentenring, dem sogenannten Red Avispa (dt. Wespennetz). Dieser umfasste mindestens 16 Mitglieder. Nur diejenigen fünf Mitglieder, die in dem Strafverfahren nicht mit den US-Behörden kooperierten bzw. denen nicht die Flucht aus den USA gelang, werden als Miami Five bezeichnet. In den kubanischen Medien werden sie meist Los Cinco (die Fünf) bzw. Los Cinco Héroes (die fünf Helden) genannt und als ungerecht inhaftierte Nationalhelden verehrt. Sie hatten im Auftrag der kubanischen Regierung Informationen über Aktivitäten exilkubanischer Organisationen gesammelt, unter anderem Alpha 66, die Kubanisch-Amerikanische Nationalstiftung sowie Hermanos al Rescate.
Nachdem zuvor schon zwei Mitglieder der Gruppe vorzeitig aus der Haft entlassen wurden, kamen im Dezember 2014 die drei letzten noch verbliebenen Gefangenen im Rahmen eines Gefangenenaustauschs frei.

## Der Fall der Miami Five
Bei den fünf Männern handelt es sich neben dem ehemaligen Leiter der Red Avispa Gerardo Hernández um Ramón Labañino, Fernando González, Antonio Guerrero und René González. Antonio Guerrero und René González besitzen auch die US-amerikanische Staatsangehörigkeit, die anderen waren zum Zeitpunkt ihrer Verhaftung noch nicht eingebürgert. Gemäß den im Laufe des Verfahrens bekannt gewordenen Informationen galt das Hauptinteresse des Netzwerks dem in Miami ansässigen und für Lateinamerika zuständigen Südlichen Regionalkommando der Streitkräfte der USA, was von offiziellen kubanischen Quellen teilweise bestritten oder (häufiger) nicht erwähnt wird, obwohl dieselben Quellen in anderen Zusammenhängen regelmäßig die militärische Bedrohung Kubas durch die USA betonen. Der kubanische Auslandsgeheimdienst, dem das in Florida operierende Netzwerk unterstand, war seit 1989 unter dem neu eingesetzten bisherigen Leiter des Militärgeheimdienstes mit einer aus Militäroffizieren bestehenden Führung neu ausgerichtet worden. Guerrero gehörte zum zivilen Personal des Flughafens der US-Marine auf Boca Chica Key. Der tatsächliche Erfolg der Gruppe im Auskundschaften von Militärgeheimnissen war jedoch offenbar gering. Unbestritten ist, dass das Red Avispa außerdem in Südflorida aktive exilkubanische Oppositionsgruppen infiltrierte und beobachtete sowie den Führungsoffizieren in Havanna regelmäßig über deren politische, humanitäre und paramilitärische Aktivitäten berichtete, die von der kubanischen Führung als „verbrecherisch“ oder bisweilen als „terroristisch“ bezeichnet werden. Hauptstreitpunkt in der Bewertung der Aktivitäten ist die Rolle der Gruppe bei der Weitergabe von Information über die geplanten Flüge der exilkubanischen Organisation Brothers to the Rescue. Zwei zivile Flugzeuge dieser Organisation mit amerikanischer Zulassung wurden unter Nutzung dieser Informationen außerhalb des Luftraumes von Kuba im Februar 1996 abgeschossen. Dabei starben vier Exilkubaner.

### Weitere Mitglieder des Agentenrings als Belastungszeugen
Im September 1998 wurden gleichzeitig zehn Angehörige des Agentenrings verhaftet, vier weitere Verdächtige befanden sich zu dem Zeitpunkt außerhalb der USA und konnten nicht belangt werden. Bei Wohnungsdurchsuchungen stießen die Ermittler auf umfangreiches Beweismaterial. Im Zusammenhang mit der Aufdeckung wurden drei Angehörige der diplomatischen Vertretung Kubas in Washington offiziell zu unerwünschten Personen erklärt und von ihrer Regierung ausgetauscht. Von den zehn enttarnten und verhafteten Mitarbeitern des kubanischen Auslandsgeheimdienstes entschieden sich fünf zur Kooperation mit der US-amerikanischen Justiz: Sie gaben Einzelheiten der Arbeit der Gruppe preis, dienten der Anklage als Belastungszeugen im Hauptprozess, wurden nach Geständnissen wegen illegaler Agententätigkeit zu Haftstrafen zwischen dreieinhalb und sieben Jahren verurteilt und leben nach deren Verbüßung inzwischen in Freiheit. In den Darstellungen der kubanischen Regierung und der mit ihr verbundenen Solidaritätsgruppen bleibt die Existenz dieser fünf Prozessbeteiligten jedoch in der Regel unerwähnt, ebenso wie zwei weitere Mitglieder des Agentenrings, die erst im August 2001, also nach Abschluss der Hauptverhandlung der Miami Five, verhaftet wurden und sich ebenfalls schuldig bekannten. Die verbliebenen Miami Five wurden im Dezember 2000 vor Gericht gestellt. Die 26 Anklagepunkte umfassten Spionage und Verschwörung gegen die Sicherheit der Vereinigten Staaten bis hin (gegen Hernández) zur Verschwörung zum Mord.

### Urteile und Strafmaß
Im Juni 2001 wurden die Cuban Five in allen Anklagepunkten von einem Geschworenengericht für schuldig befunden:
- Gerardo Hernández: zweimal lebenslänglich plus 15 Jahre vor allem wegen Verschwörung zum Mord. Nach Revision 2008 bestätigt.
- Antonio Guerrero: lebenslänglich plus 10 Jahre. Nach Revision 2009 auf 21 Jahre und 10 Monate reduziert.
- Ramón Labañino: lebenslänglich plus 18 Jahre. Nach Revision 2009 auf 30 Jahre reduziert.
- Fernando González: Gefängnisstrafe von 19 Jahren. Nach Revision 2009 auf 17 Jahre und 9 Monate reduziert.
- René González: Gefängnisstrafe von 15 Jahren. Nach Revision 2008 bestätigt. Vorzeitige Haftentlassung wegen guter Führung am 7. Oktober 2011. Die übrigen zwei Jahre Haft wurden für drei Jahre zur Bewährung unter Auflagen umgewandelt. González, der US-Bürger ist, muss diese Zeit unter Aufsicht der Justizbehörden an einem der Öffentlichkeit unbekannten Ort innerhalb der USA verbringen.[6] Kuba-Solidaritätsgruppen kritisierten die dreijährige Ausreisesperre für René González als „zusätzliche Strafe“. So sei es González nicht möglich, nach Kuba zu seiner Familie zurückzukehren. Im März 2012 wurde ihm jedoch aus humanitären Gründen eine Sondergenehmigung für einen zweiwöchigen Besuch seines in Kuba lebenden, kranken Bruders erteilt.[7] Im April 2013 entschied das Gericht in Miami, Florida, dass „Der Angeklagte … die Restzeit seiner Bewährungsstrafe in Kuba verbringen [kann] und … nicht in die USA zurückkehren [muss]“.[8]

Im Urteil gegen Gerardo Hernández wurde ausgeführt: Durch seine Berichte über die exilkubanische Pilotengruppe Hermanos al Rescate (Brüder für die Rettung) hat Hernández dazu beigetragen, dass die kubanische Luftwaffe im Februar 1996 zwei von der Gruppe genutzte Sportflugzeuge abschoss, wobei alle vier Insassen ums Leben kamen. Die ursprünglich als Verein zur Rettung hilfsbedürftiger Bootsflüchtlinge aktiven Hermanos al Rescate hatten die kubanische Führung zuvor wiederholt durch den Abwurf von an die kubanische Öffentlichkeit gerichteten regierungskritischen Flugblättern provoziert – Kuba hatte seit Mai 1995 mehrfach gegen die Verletzung seines Luftraums protestiert. Eine Expertenkommission der zu den Vereinten Nationen gehörenden Internationalen Zivilluftfahrt-Organisation (ICAO) hatte die Abschüsse untersucht und war entgegen den Angaben der kubanischen Behörden zu dem Schluss gekommen, dass die beiden Abschüsse deutlich außerhalb des kubanischen Luftraums über internationalen Gewässern erfolgten und dass unter Verletzung des im internationalen Luftverkehr üblichen Verfahrens keine Versuche durch die kubanischen Abfangjäger oder Bodenstellen zur Kontaktaufnahme bzw. Umleitung beider Flugzeuge erfolgt waren.
→Abschnitt Der Flugzeugabschuss 1996 im Artikel zu Brothers to the Rescue mit einer ausführlichen Darstellung des Vorfalls

## Internationale Proteste gegen das Verfahren

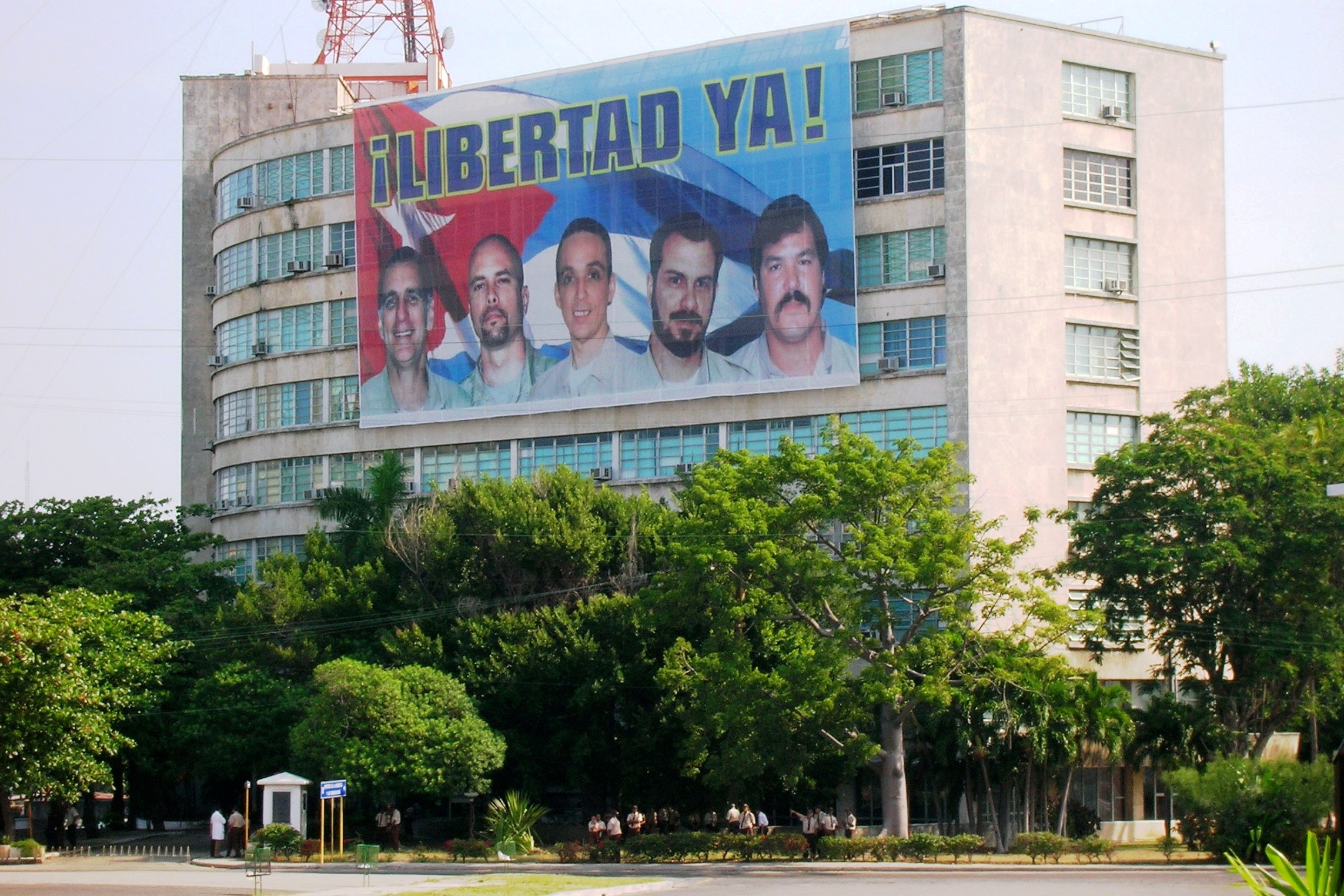
Freiheit jetzt!, Plakat in Havanna für die Befreiung der Miami Five

Die kubanische Regierung betrachtet die Miami Five als „Gefangene des Imperiums“ und „Kämpfer gegen den Terrorismus“ und fordert deren Freilassung.
In vielen Ländern der Welt, auch in den USA und sogar in Miami selbst, bildeten sich Solidaritätskomitees, die die Rechtsstaatlichkeit des Verfahrens bezweifelten und der US-amerikanischen Justiz schwere Menschenrechtsverletzungen und Rechtsbeugung vorwarfen, darunter die 10 Nobelpreisträger José Ramos-Horta, Wole Soyinka, Adolfo Pérez Esquivel, Nadine Gordimer, Rigoberta Menchú, José Saramago, Schores Alfjorow, Dario Fo, Günter Grass und Máiread Corrigan-Maguire sowie der Linguist und Philosoph Noam Chomsky, die Pulitzer-Preisträgerin Alice Walker, der ehemalige Justizminister der USA Ramsey Clark und der Komponist Mikis Theodorakis, der mexikanische Senat und Mary Robinson, damalige Staatspräsidentin Irlands und UN-Hochkommissarin für Menschenrechte.
Die Arbeitsgruppe Willkürliche Inhaftierungen der UN-Menschenrechtskommission äußerte erhebliche Zweifel an der Fairness und Durchschaubarkeit des Gerichtsprozesses gegen die Miami-Five, hielt die Höhe der Strafen für unangemessen und kritisierte die Verweigerung elementarer Rechte der Inhaftierten. Insgesamt bewertete die Arbeitsgruppe den Fall als eine willkürliche Inhaftierung der Kategorie III (Schwerwiegende Zweifel an Durchschaubarkeit und Fairness eines Rechtsverfahrens).
Amnesty International kritisierte die Verweigerung von Einreisevisa für die Ehefrauen von René González and Gerardo Hernández zu Besuchszwecken als ungerechtfertigte Bestrafung. Außerdem rief Amnesty die US-Behörden bis 2010 regelmäßig zu einer Wiederaufnahme des Verfahrens gegen die fünf Verurteilten auf.
Zweifel an der Rechtsstaatlichkeit des Prozesses
An Verhaftung, Prozessführung und Verurteilung wurde folgendes kritisiert:
- Die Aufgabe der Fünf sei es nicht gewesen, die USA auszuspionieren, sondern terroristische Gruppen wie CORU, Alpha 66 und Omega 7 zu beobachten, deren Anschläge seit 1959 3.500 Kubaner das Leben kosteten und 2.000 schwer verwundeten. Unter den infiltrierten Gruppen sei auch die von Orlando Bosch gewesen, der bis zu seinem Tod international als Terrorist und Urheber von Bombenanschlägen gesucht wurde.
- Anträge der Verteidigung, den Prozess außerhalb von Miami durchzuführen, seien abgelehnt worden, obwohl das politische Klima in dieser von Exilkubanern dominierten Stadt ein faires Verfahren unmöglich machen würde, da die Geschworenen im Falle eines „Nicht schuldig“ im Zivilleben schwere Nachteile zu erwarten hätten.
- Das nach Kuba gesendete Material habe nicht der Geheimhaltung unterlegen, da exilkubanische Organisationen, jedoch keine US-Regierungsinstitutionen ausgespäht worden seien. Den Gesetzen der USA zufolge falle das nicht unter Spionage.
- Die Angeklagten seien ohne ersichtlichen Grund zum Teil über acht Monate in strenger Isolationshaft ohne Kontakt zu ihren Familien eingesperrt gewesen.
- Den kubanischen Familienangehörigen (Frauen, Kindern) sei das Einreisevisum in die USA verweigert worden.
- Statt, wie von den USA im Krieg gegen den Terrorismus propagiert, gegen Terroristen wie Luis Posada Carriles oder Orlando Bosch vorzugehen, würden Menschen verfolgt, die – wie die Miami-5 – den Terrorismus aufdecken.

## Diskussionen und Verhandlungen zu einem Gefangenenaustausch
Zu verschiedenen Zeitpunkten wurde in den Medien die Möglichkeit diskutiert, die Miami Five im Rahmen eines Gefangenenaustauschs vorzeitig aus der Haft zu entlassen. Kubas Präsident Fidel Castro schlug bereits 2001 einen Austausch mit rund 200 inhaftierten Dissidenten vor. Im Dezember 2008 erwähnte erstmals sein Bruder und zwischenzeitliche Nachfolger im Präsidentenamt, Raúl Castro, diese Möglichkeit. In zwei seiner in allen staatlichen Nachrichtenmedien verbreiteten Kolumnen erörterte im April 2009 Fidel Castro den Gedanken erneut. Die ablehnende Antwort des US-Außenministeriums erfolgte jeweils eindeutig: Die für friedliche Opposition inhaftierten politischen Gefangenen hätten nichts mit rechtsstaatlich verurteilten Spionen gemeinsam. Auch von Seiten der kubanischen Oppositionsbewegung wurde der Vorschlag als „vulgärer Erpressungsversuch“ zurückgewiesen.
Das Thema Gefangenenaustausch bekam im Dezember 2009 eine neue Wendung, als die kubanischen Behörden den US-amerikanischen Telekommunikationsexperten Alan Gross unter dem Vorwurf der Spionage in Havanna verhafteten. Gross hatte im Auftrag einer Privatfirma und im Rahmen eines von der staatlichen Entwicklungshilfeagentur USAID finanzierten, gegen die Alleinherrschaft der Kommunistischen Partei gerichteten verdeckten Programms zur Förderung der Zivilgesellschaft moderne Kommunikationstechnologie nach Kuba eingeführt. Diese wollte er dort verteilen und den Nutzern einen von der kubanischen Regierung unabhängigen Internetzugang ermöglichen. Im März 2011 wurde er schließlich wegen „gegen die Souveränität und territoriale Integrität des Staates gerichteter Betätigung“ zu einer Haftstrafe von 15 Jahren verurteilt. Schon während der über 15-monatigen Untersuchungshaft bis zur Prozesseröffnung und erneut nach der Urteilsverkündung wurde ein Austausch von Gross mit den Miami Five häufig thematisiert, zumindest öffentlich allerdings weder von kubanischen noch US-amerikanischen Regierungsvertretern. Nachdem die fünf Kubanischstämmigen unter den US-Kongressabgeordneten sich in offenen Briefen besorgt über mögliche Pläne der Regierung von Präsident Barack Obama geäußert hatten, stellte das US-Außenministerium im September 2010 klar, dass ein solcher Gefangenenaustausch von der Regierung nicht in Erwägung gezogen werde. Wenige Wochen zuvor hatte Fidel Castro in Kuba erklärt, die Rückkehr der fünf Landsleute sei „noch lange vor Jahresende“ zu erwarten, daran gebe es „keinen Zweifel“. Im März 2011 traf der ehemalige US-Präsident Jimmy Carter zu einem Besuch in Havanna ein, der eine Verbesserung der amerikanisch-kubanischen Beziehungen zum Ziel hatte und in dessen Verlauf er auch Gelegenheit hatte, Alan Gross im Gefängnis zu einem Gespräch zu treffen. Zum Abschluss des dreitägigen Kuba-Aufenthalts, während dessen er sich sowohl mit Raúl und Fidel Castro als auch mit kubanischen Dissidenten getroffen hatte, erklärte Carter, er hoffe, dass Kuba Gross freilassen werde und dass die Vereinigten Staaten die fünf kubanischen Geheimdienstmitarbeiter freilassen werden.
Unter Berufung auf Regierungskreise berichteten New York Times und Associated Press über ein Angebot, das die Obama-Administration der kubanischen Regierung im Vorfeld der Reise des Spitzenpolitikers Bill Richardson nach Havanna im September 2011 gemacht habe: Demnach sollte im Austausch zur Freilassung von Alan Gross René González vorzeitig nach Kuba reisen dürfen, außerdem sei man bereit, folgende weitere Punkte zu verhandeln: die Streichung Kubas von der Liste der Terrorismus unterstützenden Staaten; die deutliche Reduzierung des Budgets für Demokratieförderungsprogramme auf Kuba; die Möglichkeit, US-Firmen mit eventuellen Säuberungsmaßnahmen im Zusammenhang mit geplanten kubanischen Ölbohrungen im Golf von Mexiko zu beauftragen; die Verbesserung des bilateralen Postverkehrs; die Beendigung von Programmen, die im Ausland eingesetzten kubanischen Ärzten und anderen Angestellten des Gesundheitswesens die Einwanderung in die USA erleichtern; sowie die Zulassung des Verkaufs von kubanischem Rum der Marke Havana Club durch den französischen Konzern Pernod Ricard in den USA. Die kubanische Seite habe das Angebot jedoch als unzureichend abgelehnt und weitere Begnadigungen für zumindest einige der vier übrigen inhaftierten kubanischen Agenten verlangt, was wiederum für die US-Seite nicht akzeptabel gewesen sei. Ohne eine direkte Verbindung zwischen den Fällen herzustellen und ohne einen direkten Austausch zu erwähnen, sprach der kubanische Außenminister Bruno Rodríguez Parrilla Ende September 2011 am Rand der UN-Generalversammlung in New York davon, dass in den Fällen der Miami Five und von Alan Gross jeweils humanitäre Lösungen möglich seien, die zwischen Kuba und den USA jedoch auf Gegenseitigkeit erfolgen müssten.
Im Dezember 2014 wurden die drei letzten noch verbliebenen Gefangenen im Zusammenhang mit der Verbesserung der Beziehungen zwischen den USA und Kuba und im Rahmen eines Gefangenenaustauschs freigelassen.

## Chronologie der Ereignisse
Die Agentengruppe Red Avispa arbeitete seit Beginn der 1990er Jahre an der Beschaffung von Informationen über das US-Militär. Teile der Gruppe der unterwanderten seit Anfang der 90er Jahre exilkubanische Gruppen in Südflorida und informierten die kubanischen Behörden über deren geplante Aktionen.
- Am 23. Februar 1996 Februar verschwindet der bei Brothers to the Rescue aktive kubanische Doppelagent Juan Pablo Roque aus Miami. Zuvor hatte er dem FBI (von dem er angeworben war) mitgeteilt, für das Wochenende des 24. Februar 1996 seien keine Flüge der Organisation geplant. Er gab jedoch die Information über die geplanten Flüge an seine kubanischen Auftraggeber weiter. Roque, ein ehemaliger Jagdflieger der kubanischen Luftwaffe, kam 1992 in die USA.

- Am 24. Februar 1996 werden zwei zivile Flugzeuge der Brothers to the Rescue von kubanischen Jagdflugzeugen außerhalb des kubanischen Luftraumes abgeschossen. Informationen über deren Flug hatte das Netzwerk Red Avispa an Kuba weitergegeben.

- Am 26. Februar 1996 erschien Roque im kubanischen Fernsehen, wo er die Brothers to the Rescue als illegale, anti-kubanische Organisation brandmarkte.

- 16. und 17. Juni 1998: Die kubanische Regierung übergibt dem FBI umfangreiches Aktenmaterial über die terroristischen Aktivitäten in Südflorida, um die US-Regierung nach positiven Signalen aus Washington zum Handeln zu bewegen.

- 12. September 1998: Das FBI verhaftet 10 Mitglieder der Red Avispa, des kubanischen Agentennetzwerks. Fünf von ihnen einigen sich mit der Staatsanwaltschaft auf geringere Anklagen im Gegenzug für ihre aktive Prozessteilnahme als Belastungszeugen gegen die fünf Hauptangeklagten – sie erhalten geringere Strafen zwischen dreieinhalb und sieben Jahren für illegale Agententätigkeit, zu der sie sich schuldig bekennen. Alle verbringen insgesamt 17 Monate in Untersuchungshaft. Die Miami Five werden in 26 Anklagepunkten der Verschwörung zur Spionage und im Fall von Gerardo Hernández auch der Verschwörung zum Mord angeklagt.

- Juni 2001: Nach einem sechsmonatigen Prozess werden die Fünf von der Jury in Miami-Dade in allen Punkten der Anklage schuldig gesprochen, im Dezember 2001 zu hohen Strafen verurteilt und danach auf fünf verschiedene Hochsicherheitsgefängnisse verteilt.

- September 2001: Das Ehepaar George und Marisol Gari, das ebenfalls wegen Spionage im Rahmen des Agentenrings Red Avispa angeklagt wurde, bekennt sich schuldig und wird später zu Haftstrafen von sieben bzw. drei Jahren verurteilt.[30] Sie gaben zu, den Agentenring in den beiden Hauptzielen unterstützt zu haben: Das Hauptquartier des Southern Command der US-Streitkräfte zu infiltrieren und in den inneren Kreis der Kubanisch-Amerikanischen Nationalstiftung zu gelangen.[4]

- April bis Mai 2003: Der vom 11th Circuit Court of Appeals in Atlanta auf den 7. April 2003 festgelegte Berufungsabgabetermin für die Verteidigung kann nicht eingehalten werden. (Ende Februar bzw. Anfang März 2003 kamen alle Fünf in ihren jeweiligen Gefängnissen in Isolationshaft, die zunächst für ein Jahr gelten, aber danach beliebig verlängert werden können sollte. Angesichts internationalen Protestes, auch von Amnesty International, wurden sie nach einem Monat daraus entlassen.)

- 10. März 2004: Mündliche Anhörung durch drei Richter aus Atlanta in Miami (unter internationaler Beobachtung)

- 27. Mai 2005: Die UN-Arbeitsgruppe für Willkürliche Inhaftierungen der Menschenrechtskommission in Genf veröffentlicht nach zweijähriger Analyse des Falles ihre Stellungnahme Nr. 19/2005 mit einer sechsseitigen Begründung und Empfehlung an die US-Regierung. Darin heißt es, die Inhaftierung der fünf kubanischen Gefangenen sei „ein Verstoß gegen Artikel 14 des Internationalen Paktes für Zivile und Politische Rechte und entspricht nach Untersuchung des Falles vor der Arbeitsgruppe der Kategorie III (Schwerwiegende Zweifel an Durchschaubarkeit und Fairness eines Rechtsverfahrens)“. Innerhalb der nächsten 6 Monate können sich die USA zu diesen Feststellungen zu äußern.

- 9. August 2005: Das Drei-Richter-Panel des Berufungsgerichtes in Atlanta veröffentlicht sein Urteil in einer 93-seitigen Begründung, wonach die Strafurteile wegen der vorurteilsträchtigen Atmosphäre bei der Verhandlung in Miami-Dade aufgehoben und der Prozess an einem neutralen Ort wiederaufgenommen werden sollten. Das Gericht hielt in seinem Beschluss fest, dass das Verfahren nicht unparteiisch gewesen sei.[31]

- 1. November 2005: Dem Einspruch der Bundesstaatsanwaltschaft und der Beantragung einer En-Banc-Anhörung vor allen 12 Richtern des Berufungsgerichtes in Atlanta wird stattgegeben. (Gemäß dem vom 11. Bezirksberufungsgericht in Atlanta festgesetzten Verfahren haben die Verteidiger der Cuban Five am 15. Dezember ihre Dokumente als Stellungnahme zu den Fragen des Gerichts eingereicht. Der US-Bezirksstaatsanwalt konnte diese Dokumente bis zum 13. Januar widerlegen, im Anschluss daran hatte die Verteidigung bis zum 27. Januar Gelegenheit, ihre eigene Gegenargumentation einzureichen.)

- 12. Dezember 2005: Die Arbeitsgruppe für Willkürliche Inhaftierungen der UN-Menschenrechtskommission bewertet die Inhaftierung der Miami Five abschließend als Willkürliche Inhaftierung der Kategorie III (Schwerwiegende Zweifel an Durchschaubarkeit und Fairness eines Rechtsverfahrens). Diese abschließende Einschätzung wurde insbesondere deshalb getroffen, weil die amtlichen Stellen der USA trotz Aufforderung die Wiederaufnahme des Verfahrens unnötig verschleppten und die Bedenken der UN-Arbeitsgruppe nicht ausräumen konnten.

- Ab dem 14. Februar 2006 finden Anhörungen statt, bei denen beide Seiten ihre mündlichen Argumente zur Beantwortung der Anliegen und Fragen der Richter vortragen konnten.

- 4. Juni 2008: Ein Richter-Gremium von Atlanta bestätigt die Urteile für Gerardo Hernández von zweimal lebenslänglicher Haft zuzüglich 15 Jahren und René González von 15 Jahren Haft. Die Urteile für Ramón Labañino von lebenslänglicher Haft zuzüglich 18 Jahren, Antonio Guerrero von lebenslänglicher Haft zuzüglich 10 Jahren und für Fernando González von 19 Jahren Haft werden für revisionsbedürftig gehalten und an das Gericht in Miami zurückverwiesen.[32]

- Am 13. Oktober 2009 reduzierte ein Gericht in Miami die Strafe für Antonio Guerrero auf 21 Jahre und 10 Monate. Zuvor hatten Guerreros Anwälte einen Deal mit der Staatsanwaltschaft ausgearbeitet, um die Strafe auf 20 Jahre zu reduzieren. Das Gericht urteilte leicht über dieser Absprache.

- Am 7. Oktober 2011 wird mit René González der erste der Miami Five wegen guter Führung aus der Haft entlassen. Die verbliebene Reststrafe von zwei Jahren Haft wurde für drei Jahre unter Auflagen zur Bewährung ausgesetzt.

- Am 19. März 2012 wurde René González eine humanitäre Sondergenehmigung für einen zweiwöchigen Besuch seines in Kuba lebenden, kranken Bruders gewährt.[7] Am 30. März 2012 traf er in Kuba ein.[33] Seine Ankunft in Kuba wurde offiziell nicht zelebriert. Es gab lediglich eine kurze Mitteilung in den offiziellen Medien. Nach seinem vom Gericht genehmigten 2-wöchigen Aufenthalt in Kuba kehrte González in die USA zurück.[34]

- Am 10. Mai 2013 wurde René González erlaubt, in Kuba zu bleiben.[35] Zuvor hatte er seine US-amerikanische Staatsbürgerschaft abgelegt, was eine gerichtlich aufgestellte Voraussetzung für die Erlaubnis gewesen war.[36]

Außerdem wurden zwei der Ehefrauen, Adriana Pérez, der Ehefrau von Gerardo Hernández (verurteilt zu zweimal Lebenslänglicher Haft plus 15 Jahren) und der 2000 aus den USA nach Kuba abgeschobenen Olga Salanueva, der Ehefrau von René González, mit unterschiedlichen Begründungen die Einreisevisa in die USA verweigert, um ihre Männer dort besuchen zu können. (Seit González’ dauerhaften Übersiedlung nach Kuba im Mai 2013 ist nur noch Pérez betroffen.)
- Das zweite Mitglied der zu langjährigen Haftstrafen verurteilten Cuban Five, Fernando González, ist am 27. Februar 2014 aus der Haft entlassen worden[37] und wurde Tags darauf nach Kuba abgeschoben.[38]

- Im Zusammenhang mit der Verbesserung der Beziehungen zwischen den USA und Kuba wurden am 17. Dezember 2014 auch die letzten drei der Cuban Five freigelassen.[29]

## Ehrungen
Im Dezember 2001 beschloss Kubas Nationalversammlung, jedem der fünf inhaftierten Geheimdienstagenten den Ehrentitel „Held der Republik Kuba“ zu verleihen.
Im Mai 2015 verlieh ihnen Venezuelas Staatspräsident Nicolás Maduro den „Orden Libertadores y Libertadoras de Venezuela“.

## Filme
- Bernie Dwyer, Roberto Ruiz Rebo: Mission gegen den Terror
- Christina Khuly: Shoot Down Dokumentation, USA 2007, 118 Min. Trailer (englisch)
- Olivier Assayas: Wasp Network, Spielfilm, Netflix 2019, 128 Min. Trailer